# Естлі Купер
Сер Естлі Купер (англ. Astley Cooper; 1768 Норфолк — 1841 Лондон) — англійський лікар, хірург. Отримав медаль Коплі за демонстрацію способу лікування дисфункції євстахієвої труби.
Ввів у хірургічну практику інструмент — ножиці Купера (див. хірургічний інструментарій).